# 孫維世
孫 維世（そん いせい、1920年11月30日 - 1968年10月14日）は、革命烈士である孫炳文の娘で、周恩来の養女。モスクワ中山大学出身。話劇の女優および演出家として知られた。出生時の名前は孫 光英。文化大革命の犠牲者。
1977年6月9日、中華人民共和国文化部芸術局は八宝山革命公墓で遺影安置式をおこなった。

## 生涯

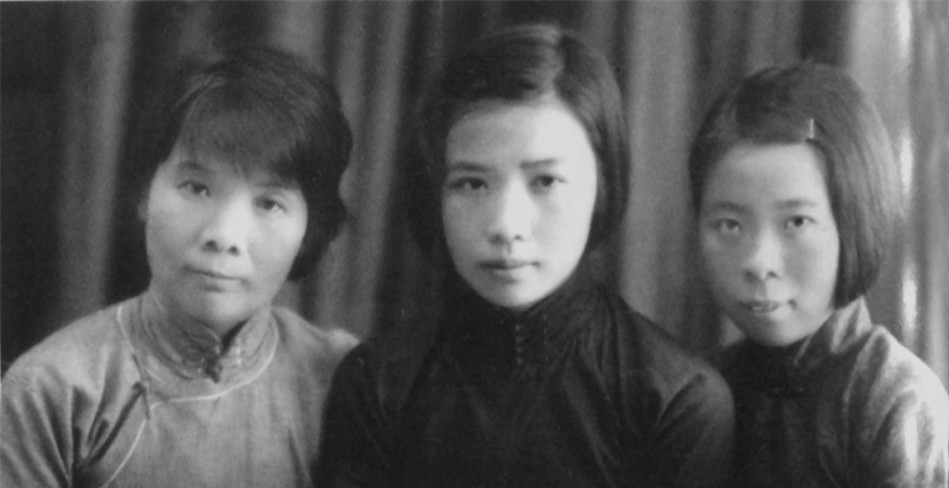
19歳の孫維世（中央）、母の与任鋭（左）、叔母（母の妹）の与任均（右）

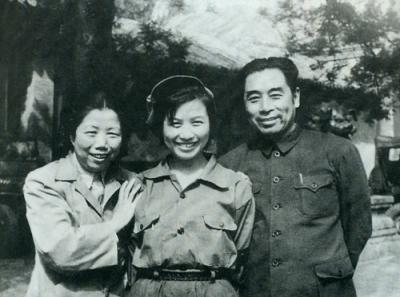
27歳の孫維世。周恩来・鄧穎超（左）と

1921年に中華民国の四川省南渓県で孫炳文と与任鋭の間の長女として生まれた。1927年の上海クーデターで父が中国国民党の手にかかって殺害されると、母の手によって育てられた。1934年、12歳の時、北京の貝満女子中学校へ入学したが、14歳のときに母とともに上海におもむき、上海アマチュア演劇人協会（上海業餘劇人協会）に加わるとともに東方劇社の進歩演劇活動に参加、龔秋霞主演の映画『圧歳銭』にも出演した。1936年、孫は父の親友で子どものいなかった周恩来・鄧穎超夫妻の養女となった。
1937年、兄の孫寧世とともに武漢の八路軍事務所へ行き、その翌年、16歳で中国共産党に入党した。日中戦争が勃発してからは、上海戯劇界救亡演劇隊へ参加し、そののち延安入りした。1939年、周恩来の指示で延安からモスクワへ留学し、演劇を学んだ。留学期間中にはソビエト連邦で戦傷療養を行っていた林彪から口説かれたというが、受け入れなかったといわれる。1946年に帰国した際には、馮風鳴、張醒芳、郭蘭英とともに延安京劇院の「四大美女」と呼ばれた。
国共内戦（第二次）に際しては、中国人民解放軍の文工団（文化工作団、歌舞・演劇などの小型上演団）に参加し、陝西省、山西省、河北省などに従軍し、演劇活動を行った。共産党が勝利して中華人民共和国が成立した直後の1949年12月には、ヨシフ・スターリンとの会談のためソ連へ向かう毛沢東に代表団のロシア語通訳組長として随行を命じられた。
このとき、毛沢東はモスクワ行きの列車のなかで孫維世にロシア語教師を頼み、そのうえで強引に男女の関係を結んだという。代表団のなかには養父周恩来もおり、列車に同乗していた。周は毛沢東のおこなった性犯罪に立腹したが表沙汰にはならなかったという。帰国後の1950年、孫維世は中国青年芸術劇院の演出（導演）を任され、『ポール・コルチャーギン』では女優兼演出として活動した。毛沢東は孫維世のことを真面目に考え、周恩来に相談したが周は本人の意向であるとして断った。孫は既婚の俳優である金山と恋愛し、周恩来の意向もあって彼と結婚した。

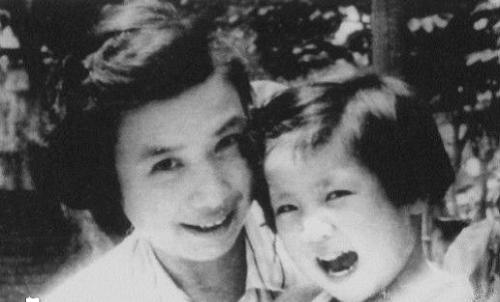
娘と（1950年代）

文化大革命では、女優としての名声の高さや毛沢東との男女関係から、毛沢東の妻で後に四人組の一人とされた江青の激しい嫉妬を買い、迫害を受けた。孫維世は、養父である周恩来が署名させられた逮捕状によって、北京公安局の留置場に送られ、1968年10月14日に獄中で死亡した。
周恩来をもってしても彼女の生命を救うことはできなかった。遺体は傷だらけで一対の手枷と足枷のみを身に付けた全裸の状態であった。一説には江青が刑事犯たちに孫維世を裸にして輪姦させ、輪姦に参加した受刑者は減刑を受けたという。また、遺体の頭頂部には一本の長い釘が打ち込まれていたのが見つかった。獄中にはひと山の干し草があっただけだったという。一説には殺害される直前、彼女は拷問を受け、養父周恩来を陥れるための嘘の証言を求められたものの、その要求に屈しなかったため惨殺されたともいわれる。検死を要求した周恩来に対し、当局からは「遺体はとうに焼却された」という回答がなされただけであった。
夫の金山は1976年、彼女の妹の孫新世と結婚した。金山にとっては4度目の結婚だった。